# Sinagoga Lincoln Square

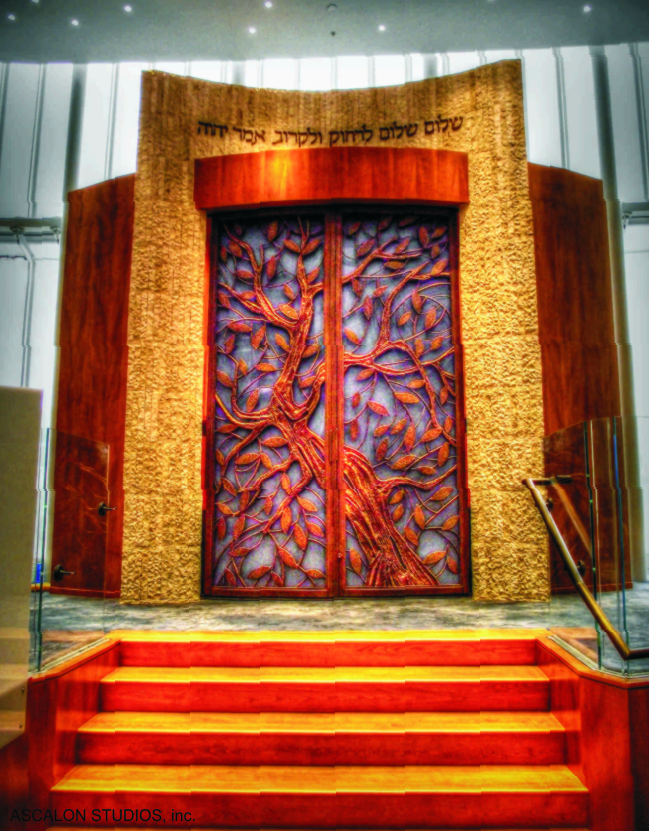
A arca da Torá (Aron Kodesh), a estética e ponto focal espiritual do novo santuário da Sinagoga Lincoln Square, desenhada por David Ascalon.

A Sinagoga Lincoln Square (em inglês: Lincoln Square Synagogue) está localizada na Avenida Amsterdam, número 180, na esquina da West 68th Street na Lincoln Square, vizinhança de Manhattan, Cidade de Nova Iorque.  Fundado em 1964, a localização física da congregação havia mudado por várias vezes. A mudança mais recente foi em janeiro de 2013. A nova construção é a maior sinagoga a ser construída na Cidade de Nova Iorque em 50 anos. O atual ancião é o Rabino Shaul Robinson.

## História
A Lincoln Square Synagogue foi fundada como uma congregação em 1964 pelo Rabino Shlomo Riskin. No final da década de 1960, o primeiro grupo de tefillah (oradora) ortodoxa de mulheres foi criado, no feriado de Simchat Torá na sinagoga Lincoln Square.
O edifício travertino ocupado antigamente quando construído em 1970 e foi desenhado pela firma de Hausman & Rosemberg.  A sinagoga mudou-se para um novo prédio desenhado pela Cetra/Ruddy na altura do número 180 da Amsterdam Avenue em West 68th Street no meio de janeiro de 2013.
A nova construção, a maior sinagoga na Cidade de Nova Iorque em cinquenta anos, compreende em torno de 52 mil pés quadrados, incluindo um santuário capaz de suportar 429 pessoas.

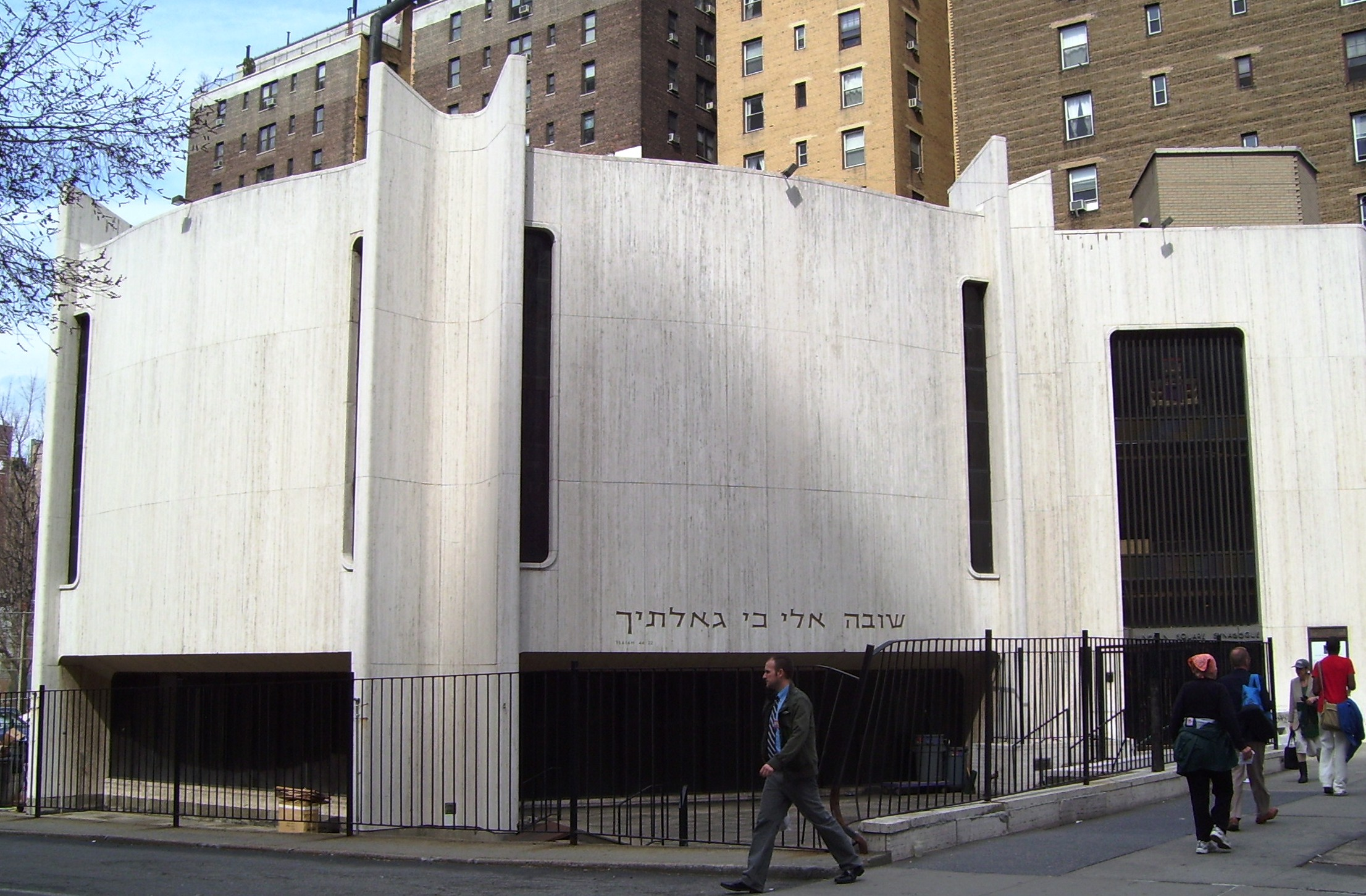
A construção original da sinagoga.

## Clero

### Rabbi Shaul Robinson
Rabbi Shaul Robinson é atualmente o rabbi senior na Sinagoga Lincoln Square, do qual é afiliada com o judaísmo ortodoxo moderno. Robinson manteve a posição desde 1 de setembro de 2005. Ele tem o mérito de montar e dirigir pela primeira vez o "Department for Professional Rabbinic Development" no Reino Unido.

### Chazan Sherwood Goffin
Chazan Sherwood Goffin serviu a sinagoga desde a fundação em 1965. O chazan Goffin apenas foi o mestre-escola da Sinagoga Lincoln Square Feldman Hebrew School desde 1965. Ele obteve um mandato de "Chazan para a Vida" em 1986. Chazan Goffin atualmente trabalha com o chazan Yaakov Lemmer.

### Pessoas notáveis
- Kenneth Brander[9]
- Juíza da Suprema Corte dos Estados Unidos, Elena Kagan teve seu b'nai mitzvá nesta sinagoga.[10]